# Granaio principale di Morgantina
Il granaio principale di Morgantina è una struttura di interesse archeologico situata nella parte orientale del sito di Morgantina, città ellenistica nell'odierna provincia di Enna, in Sicilia.

## Caratteristiche
L'edificio venne costruito nella seconda metà del III secolo a.C. per volere di Gerone II, tiranno di Siracusa.
Il granaio (denominato granaio est per distinguerlo dal granaio ovest, più piccolo e situato in posizione diametralmente opposta rispetto al centro del sito) era situato nella parte bassa dell'agorà della città-stato, e serviva principalmente per consentire la conservazione di grano e orzo, coltivati localmente. 
Il raccolto veniva conservato nel piano superiore della struttura, che era interamente in legno, per consentire il passaggio di aria e impedire di conseguenza i nefasti effetti dell'umidità. Caratteristica distintiva del progetto era l'uso di contrafforti esterni per sostenere la pressione del raccolto sulle pareti.
Durante la seconda guerra punica (219-202 a.C.), il granaio divenne di importanza strategica e venne utilizzato dalle truppe romane in lotta contro Cartagine. Anche in seguito le capacità di stoccaggio dei cereali consentirono l'approvvigionamento degli abitanti della zona e delle forze occupanti.

## Scavi
I recenti scavi hanno evidenziato la presenza di una fornace dotata di praefurnium e di una camera di cottura sul lato nord del granaio, risalente al II secolo a.C.: si è ipotizzato che un vasaio abbia costruito proprio in quel punto la sua bottega, dopo la fine della guerra.